# Grabbe-Haus
Das Grabbe-Haus ist ein ehemaliges Zuchthaus und Geburtsstätte des Dichters Christian Dietrich Grabbe. Der Profanbau ist seit dem 5. September 1983 als Baudenkmal der Stadt Detmold im Kreis Lippe (Nordrhein-Westfalen) gelistet.

## Geschichte

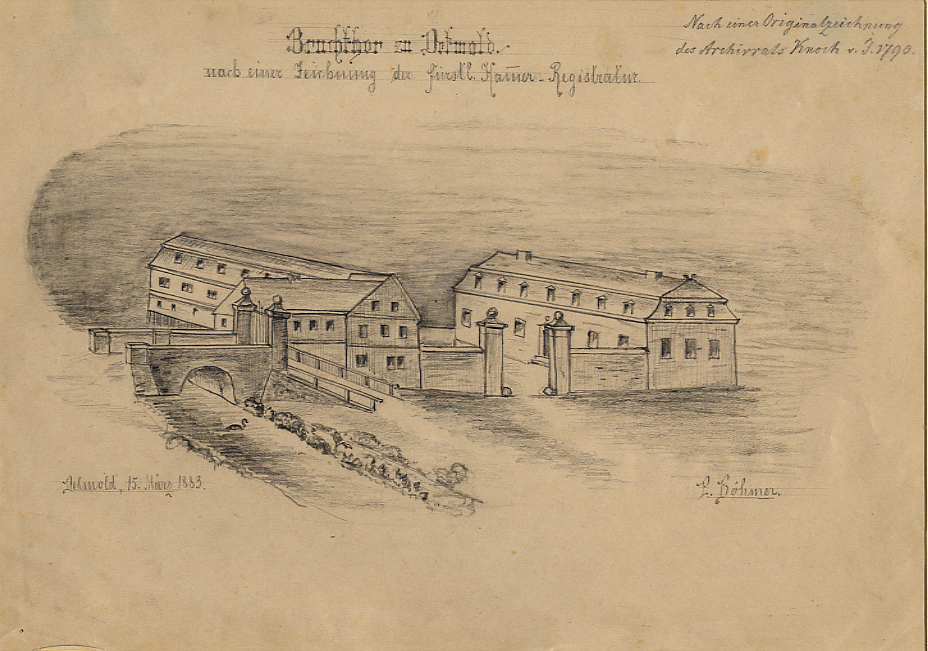
Hospital (links) und Zuchthaus, Ansicht von 1790

Am Detmolder Bruchberg, in Nachbarschaft zum Hospital zum Heiligen Geist, wurde 1752 ein Zuchthaus errichtet. Zu der Zeit dienten solche Einrichtungen nicht nur der Unterbringung von Gesetzesbrechern, sondern auch von Landstreichern, Bettlern, Geisteskranken und Waisenkindern. Ebensolche waren bis dahin auch schon im Hospital respektive Waisenhaus untergebracht, das aber nunmehr überfüllt war. Für 600 Taler wurde daher das Nachbargrundstück von Johan Tönnies Wend erworben, das Wohnhaus abgebrochen und mit dem Neubau begonnen. Für den Bau fielen Kosten in Höhe von fast 5000 Talern an. Die ersten acht Insassen zogen am 14. Mai 1754 ein. Das Zuchthaus stand zu Beginn unter der Verwaltung des Landrates von Campen und des Superintendenten Caspar Curtius. In der Zeit zwischen 1763 und 1801 gab es bereits Baumaßnahmen wegen hygienischer Mängel.
Am 1. Juni 1801 wurde Adolph Henrich Grabbe aus Ahmsen als Zuchtmeister eingestellt. In seiner Dienstwohnung kam am 11. Dezember 1801 sein Sohn Christian Dietrich Grabbe zur Welt. Bekannte Zuchthausverwalter waren Oberst Ernst Johann von Schröderß (bis 1801), der Archivrat Johann Ludwig Knoch (zusammen mit Schröderß) und der Archivrat Christian Gottlieb Clostermeier (1801–1829).
Ein wesentlicher Umbau erfolgte in den Jahren 1833/37, als das Haus zum Fürstlichen Kriminalgericht umgestaltet wurde. Zusammen mit dem Hospital ging das Gebäude 1851 in den Besitz des Schmiedemeisters Wilhelm Wißmann über und wurde erneut umgebaut. 1888 erfolgte der Einbau von Schaufenstern durch H. Wißmann. Obwohl das Gebäude bereits 1923 in die Lippische Denkmalliste aufgenommen worden war, drohte Anfang der 1960er Jahre der Abriss: Im Gegensatz zu den Nachbarhäusern ragte das ehemalige Zuchthaus in die Bruchstraße hinein und behinderte den seinerzeit durchführenden Autoverkehr. Als Lösung wurden in der Fassade 1965 für die Fußgänger Arkaden eingebaut. Diese sind nach dem Ankauf des Gebäudes durch die Stadt Detmold in den Jahren 1989/90 – die Bruchstraße war mittlerweile zur Fußgängerzone geworden – wieder zurückgebaut worden.
Das Grabbe-Haus ist seit 1938 Sitz der Grabbe-Gesellschaft mit dem Lippischen Literaturarchiv im Dachgeschoss. Seit 1990 befindet sich zur Straßenseite das Café Gothland und im Hinterhaus die Studiospielstätte des Landestheaters Detmold.

## Architektur
Das ehemalige Zuchthaus ist ein langgezogener, eingeschossiger Bruchsteinbau mit Mansarddach. Der Torbogen zur Bruchstraße zeigt die Initialen W.W. und die Jahreszahl 1851, das Jahr des Umbaus. Der Eingang befand sich ursprünglich an der westlichen Hofseite und wurde erst bei diesem Umbau an die Giebelseite verlegt. Das Dach war schon zur Erbauungszeit ausgebaut. Hier befanden sich die Wohnräume des Zuchtmeisters, seine Schreib- und Registrierstube sowie einige Räume für weibliche Gefangene. Die männlichen Gefangenen waren im Erdgeschoss untergebracht.

## Archäologische Untersuchungen
Mit dem Übergang des Gebäudes an die Stadt und den einhergehenden Sanierungsmaßnahmen fanden in den Jahren 1988 bis 1989 im und um das Haus herum archäologische Untersuchungen statt. Dabei stellte sich heraus, dass das Fundament des Außenmauerwerks offenbar von einem Vorgängerbau aus der Zeit vor 1752 stammte. Außerdem wurden im nordwestlichen Teil Überreste eines Gebäudes unbekannter Größe ergraben. An der östlichen Traufenwand wurde unter dem modernen Estrichboden ein massives Tonnengewölbe entdeckt. Im Hof konnte ein Kanal oder Tunnel freigelegt werden, der eine Länge von 22,5 m vom Burggraben bis zur Kellerwand hatte. In dem Tunnel wurden neun Goldmünzen aus den Jahren 1686 bis 1752 gefunden. Im Vorderhaus tat sich ein Brunnen auf, der später durch eine Sandsteinplatte abgedeckt und dann überbaut worden war.